# Агликина поляна (защитена местност)
Агликина поляна е защитена местност в България. Разположена е в землището на Сливен.
Разположена е на площ 120 ha. Обявена е на 21 януари 1964 г. с цел опазване на вековна букова гора. Територията на защитената местност е включена в защитена зона от Натура 2000 Сините камъни – Гребенец по директивата за птиците.
На територията на защитената местност се забраняват:
- провеждането на сечи, освен санитарни и ландшафтни такива, с оглед подобряване санитарното и украсно значение на горите около тези обекти;
- пашата на добитък, през всяко време на годината;
- разкриването на кариери, вадене на пясък, къртене на камъни, изхвърляне на сгурия и други промишлени отпадъци, както и всякакви действия, които загрозяват или нарушават природната обстановка около тях.[1]